# Rock in Japan
Rock in Japan (distribuito anche coi titoli Rock in Japan '97 e Rock in Japan: Greatest Hits Live) è un album dal vivo del gruppo musicale statunitense Night Ranger, pubblicato nel 1998.

## Tracce
1. Neverland – 4:09 (Jack Blades, Dean Grakal, Mark Hudson)
2. Touch of Madness – 4:53 (Blades)
3. My Elusive Mind – 3:58 (Blades, Pat MacDonald, Mark Edward Nevin)
4. Sing Me Away – 4:07 (Blades, Kelly Keagy)
5. Someday I Will – 4:02 (Blades, Gary Burr, Keagy)
6. Brad Gillis Guitar Solo – 1:29 (Brad Gillis)
7. Rumours in the Air – 4:36 (Blades)
8. Jeff Watson Guitar Solo – 2:11 (Jeff Watson)
9. Eddie's Comin' Out Tonight – 4:56 (Blades)
10. Sentimental Street – 3:55 (Blades)
11. Goodbye – 3:16 (Blades, Watson)
12. Forever All Over Again – 4:50 (Blades, Chuck Cannon)
13. Slap Like Being Born – 3:49 (Blades, Burr, Keagy)
14. When You Close Your Eyes – 4:32 (Blades, Gillis, Alan Fitzgerald)
15. New York Time – 4:36 (Blades, Keagy, Watson)
16. Don't Tell Me You Love Me – 5:14 (Blades)
17. Sister Christian – 5:16 (Keagy)
18. (You Can Still) Rock in America – 5:57 (Blades, Gillis)

## Formazione
- Jack Blades – voce, basso
- Jeff Watson – chitarra
- Brad Gillis – chitarra
- Alan Fitzgerald – tastiere
- Kelly Keagy – batteria, voce